# Felipe Gedoz
Felipe Gedoz da Conceição (Muçum, 12 luglio 1993) è un calciatore brasiliano, centrocampista del Castanhal.

## Palmarès

### Club

#### Competizioni nazionali
- Coppa del Belgio: 1

Club Bruges: 2014-2015
- Campionato belga: 1

Club Bruges: 2015-2016